# اهنز
اهنز، روستایی از توابع بخش ارجمند شهرستان فیروزکوه در استان تهران ایران است.

## جمعیت 2699
این روستا در دهستان قزقانچائ قرار دارد و براساس سرشماری مرکز آمار ایران در سال ۱۳۸۵، جمعیت 2699     نفر  1500  خانوار) بوده‌است.

## زبان
مردم این روستا به زبان مازندرانی آمل  صحبت می کنند.